# Synproporcionace
Synproporcionace nebo komproporcionace je chemická reakce mezi dvěma reaktanty obsahujícími stejný prvek v různých oxidačních číslech, při níž vzniká produkt, v němž mají atomy tohoto prvku stejná oxidační čísla (například má prvek A v reaktantech oxidační čísla 0 a +2 a v produktu +1); jde tedy o opak disproporcionace, kde se některé atomy prvku (se stejným výchozím oxidačním číslem) oxidují a jiné redukují.

## Frostův diagram
Tendence dvou látek k synproporcionaci či disproporcionaci lze vyjádřit Frostovým diagramem oxidačních čísel; pokud je u látek hodnota ΔG/F níže než čára spojující příslušná oxidační čísla na obou stranách, pak tyto látky, jsou-li společně přítomny v roztoku, podléhají synproporcionaci.

## Příklady
V olověných akumulátorech probíhá spontánní reakce:
Pb(s) + PbO2(s) + 2 H2SO4(aq) → 2 PbSO4(s) + 2 H2O(l)
Manganistan draselný obsahuje mangan v oxidačním čísle +7 a reaguje s manganatými sloučeninami (kde má mangan oxidační číslo +2) za vzniku oxidu manganičitého (kde je v oxidačním čísle +4):
2 KMnO4 + 3 MnCl2 + 2 H2O → 5 MnO2 + 2 KCl + 4 HCl
V chalkogenové chemii probíhá tato reakce:
15 Se + SeCl4 + 4 AlCl3 → 2 Se8[AlCl4]2
Při sopečných erupcích se následující reakcí uvolňuje síra:
2 H2S(g) + SO2(g) → 3 S(s) + 2 H2O(g)
V halogenové chemii probíhá tato reakce:
IO -
3  + 5 I− + 6 H + → 3 I2 + 3 H2O